# Lienardia balteata
Lienardia balteata är en snäckart. Lienardia balteata ingår i släktet Lienardia och familjen Turridae. Inga underarter finns listade i Catalogue of Life.